# Hinterweidenthal
Hinterweidenthal est une municipalité de la Verbandsgemeinde Hauenstein, dans l'arrondissement du Palatinat-Sud-Ouest, en Rhénanie-Palatinat, dans l'ouest de l'Allemagne.

## Curiosité naturelle
Au sommet d'une colline boisée qui surplombe le village se trouve un monolithe de grès bigarré rose nommé Teufelstisch. La table supérieure fait trois mètres d'épaisseur tandis que l'ensemble mesure onze mètres de haut.

## Références

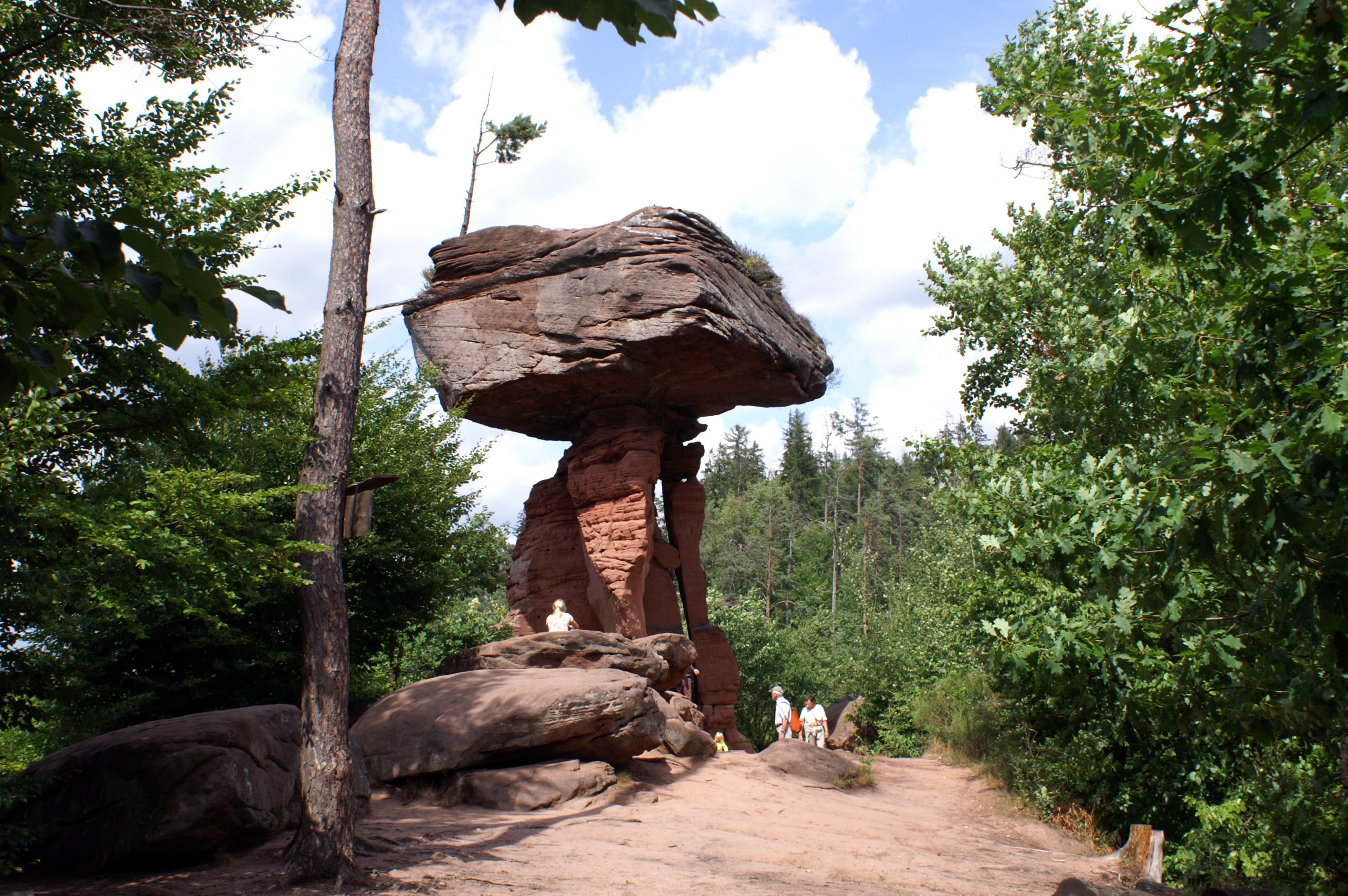
La table du diable curiosité remarquable dans la forêt proche